# セイヨウタマゴタケ
セイヨウタマゴタケ（西洋卵茸、Amanita caesarea(Scop.:Fr.)Pers.）はハラタケ目テングタケ科テングタケ属テングタケ亜属タマゴタケ節のキノコ。

## 形態
子実体はハラタケ型（agaricoid）で全体的に赤色である。中型からやや大型で傘の直径は5–15センチメートル (cm) になる。テングタケ属に特徴的なschizohymenial development（和名未定）という発生様式を採り、卵状の構造物内に子実体が形成され、成長と共にこれを破って出てくる。この発生様式の名残で根元には明瞭なツボを持つ。
傘は全体的にふっくらとしており黄色味の強い赤色から薄い橙色、中央部ほど赤が強く辺縁部はやや黄色味を帯びる。傘の縁には比較的長い条線を持つ。傘は幼菌のうちは釣鐘型だが成長すると水平になるまで開く。ひだは幼菌の時には内皮膜に覆われて守られており、傘が開くと内皮膜がつばとなって柄に残る。つばは黄色で膜質。ひだはテングタケ属菌では珍しく着色するタイプで黄色で間隔は密、柄に対して離生して付く。柄は個体差もあるが、ほぼ黄色一色で模様は出ない。幼菌全体を覆う外皮膜は丈夫なもので柄の基部にしっかりとした白色のツボとなって残る。胞子はヨウ素水溶液で呈色しない（非アミロイド性）
Amanita caesarea var. albaという子実体全体が白色の変種が知られている。

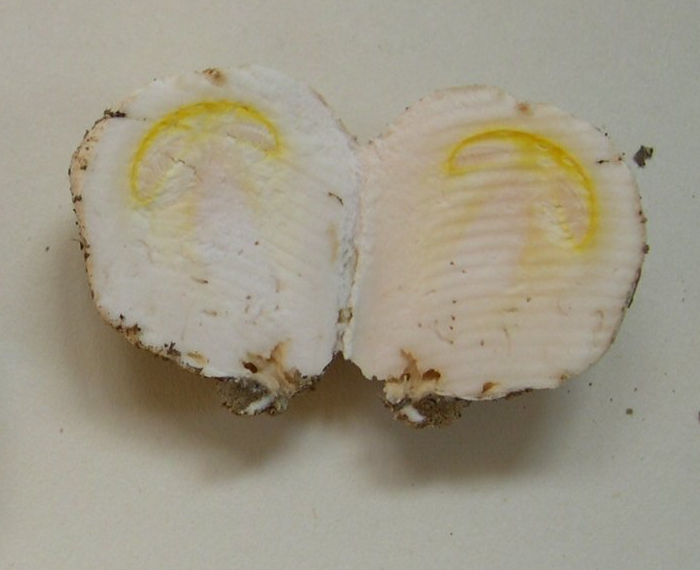
卵状の構造物の中で既に子実体が完成している
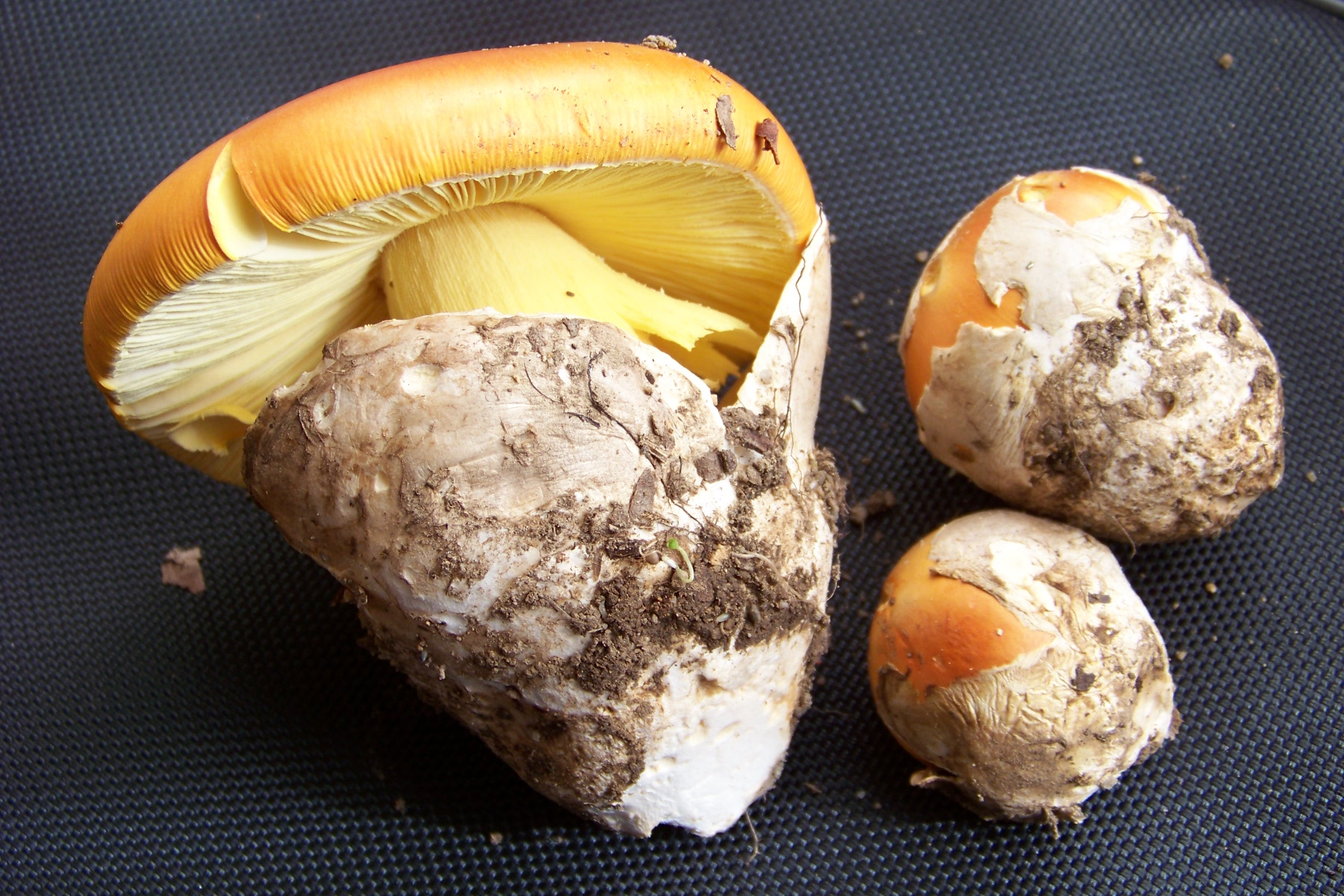
卵（外皮膜）を破り急激に成長する子実体
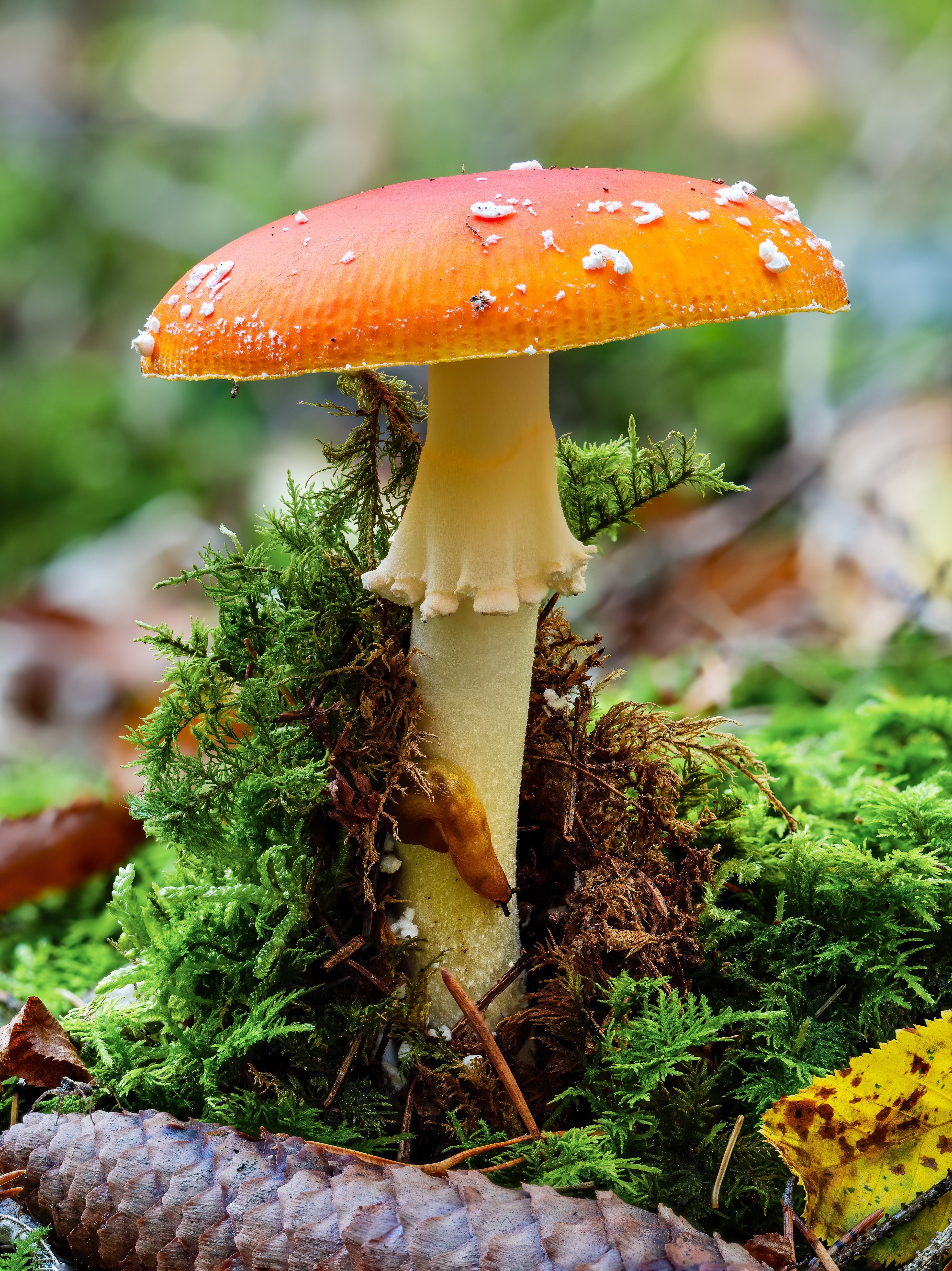
傘が水平にまで開く
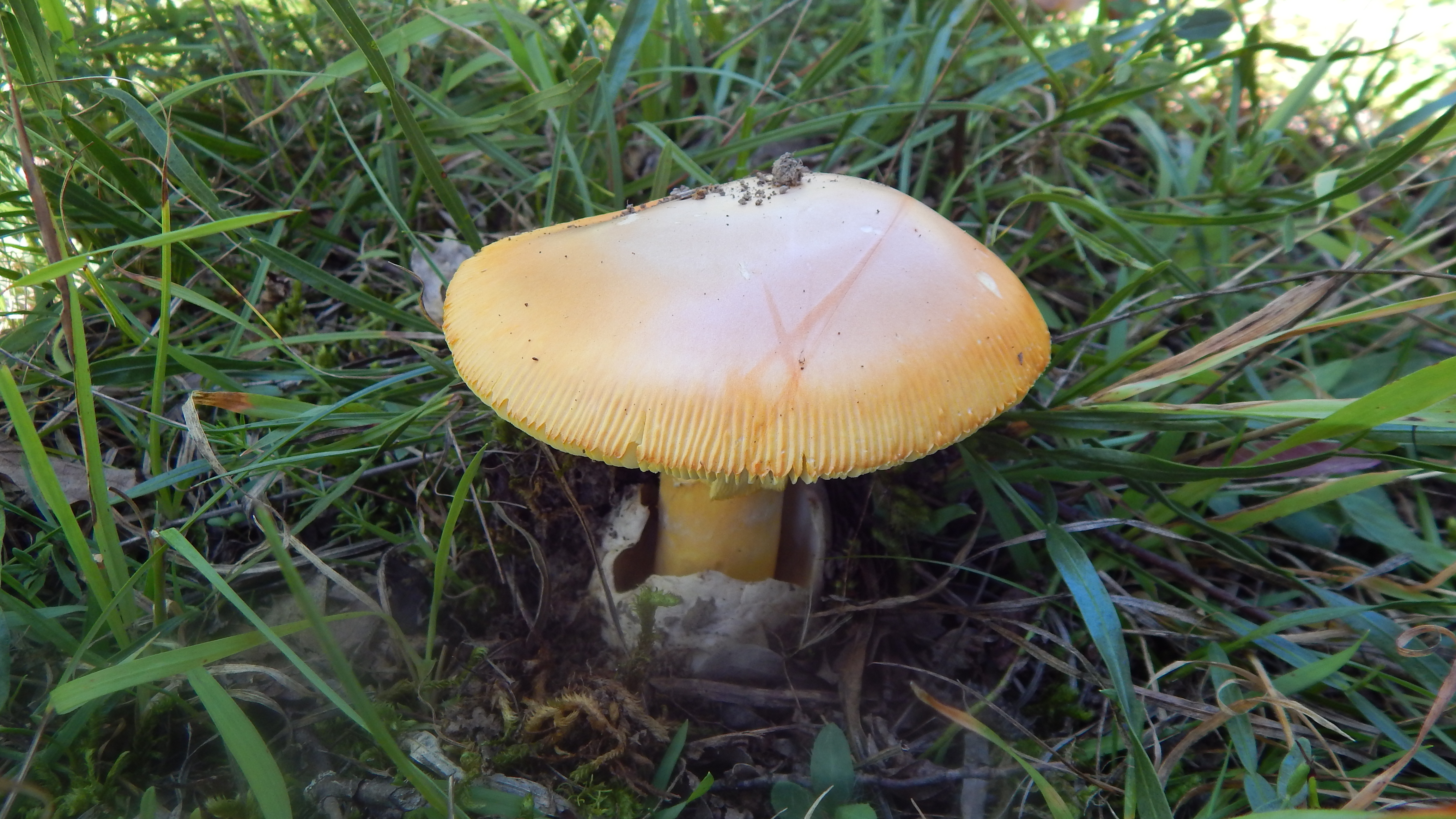
やや黄色味の強い個体。傘には明瞭な条線が現れる
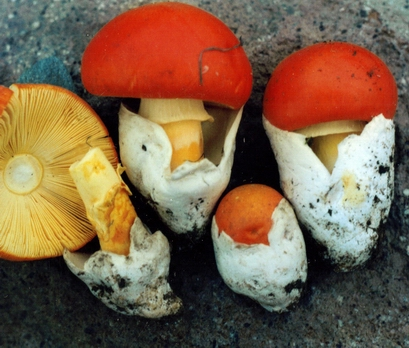
傘と柄が分離しやすい。

## 生態
他のテングタケ属菌同様、樹木の根と菌根を形成し、栄養分や抗生物質のやり取りを行う共生関係にあると考えられている。

### 分布
分布の中心は地中海沿岸にあたるヨーロッパ南部やアフリカ北部である。現在のヨーロッパではアルプス山脈より北の地域でも見られるが、移入したものだと見られている。他にも飛び地的にイラン、インド、中国西部、メキシコなどで飛び地的に分布が確認されているという。おそらく宿主樹木と共に移された移入種であると見られるがよくわかっていない。
日本には分布していないとされる。日本の亜高山帯や寒冷地でしばしば見つかる柄にだんだら模様の出ないタマゴタケ類が、セイヨウタマゴタケタイプのタマゴタケ、タマゴタケ（亜高山寒冷地タイプ）などときのこ愛好家たちに呼ばれていたが、これは本種ではなくロシア極東のカムチャッカから記録された Amanita caesaroidesと同一種とするのが最近の見解である。

## 人間との関係
食用。菌根菌で栽培が困難なこと、子実体が壊れやすく長距離の輸送にも向かないこともあり、キノコ狩り文化が盛んなヨーロッパではキノコ狩りの対象として人気の種である。
傘が赤色や橙色のテングタケ属菌には猛毒の種が知られていないこと、ひだの色以外は典型的なテングタケ属菌の特徴を有するなどことから、キノコ狩り初心者が最初期に覚えることを推奨される種の一つである。

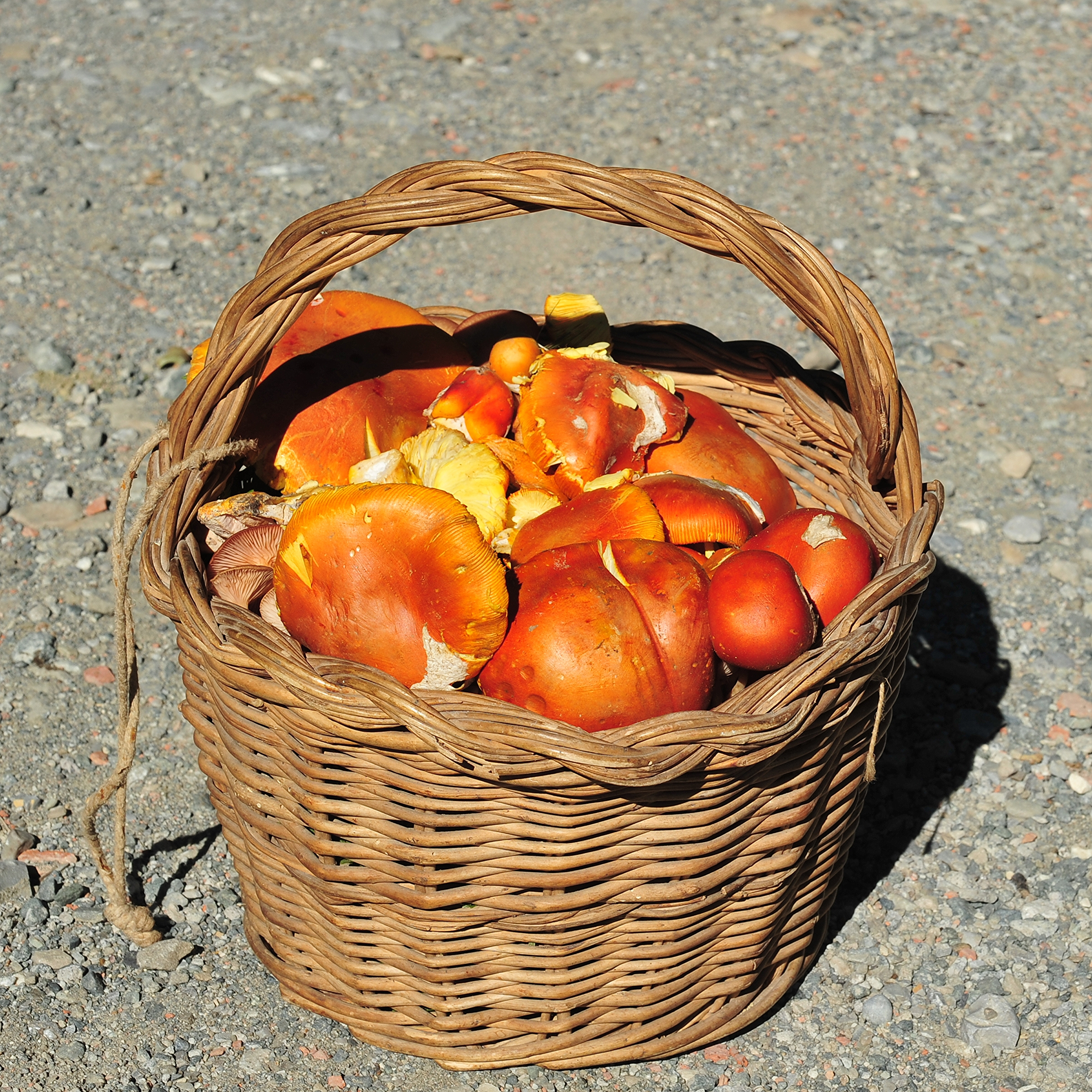
キノコ狩りの対象になる（イタリア）
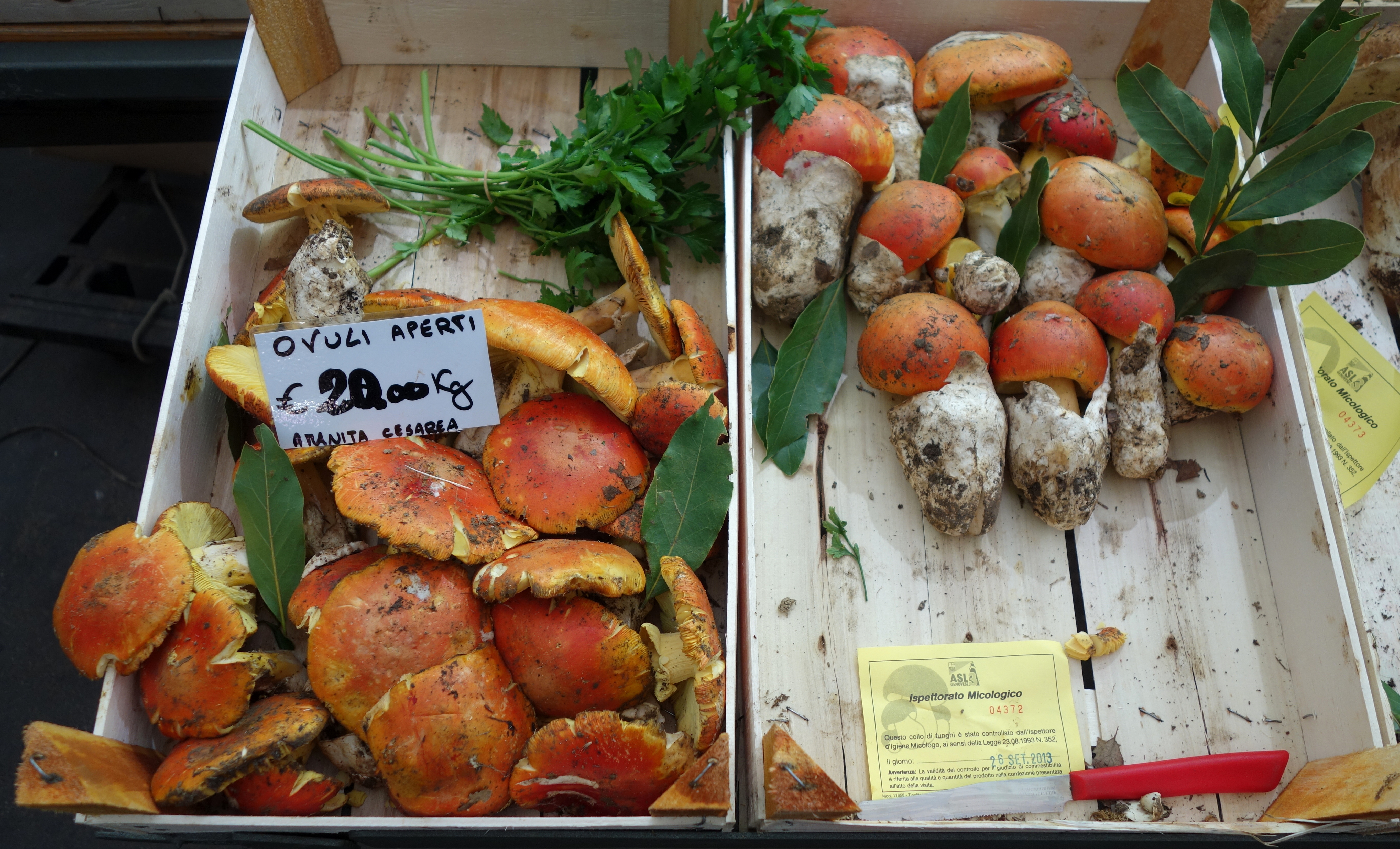
市場に並ぶ本種（イタリア）

## 類似種
同亜属同節（タマゴタケ節）内にはいくつかの類似種がある。以下、テングタケ科分類の研究者たちによるサイト Amanitaceae.orgなどの記述も参考にいくつか紹介する。
Amanita caesaeoidesは、子実体の柄は本種より長い。つぼの内面が黄色く色づくという。日本の和名タマゴタケは最近はこの種に対して当てられることが多い。日本では亜高山帯や寒冷地でみられるものがこの特徴を満たしている。
Amanita hemibaphaは、子実体の柄が本種よりやや長い。傘は中央部が赤いものの、辺縁部が広い範囲で黄色くなる。つぼの内面は黄色で外側は部分的に褐色。日本の和名タマゴタケはかつてこの種に対して当てられていたが、最近否定された。南方系の種で東南アジアやオセアニアに分布するという。
フチドリタマゴタケ（A. rubromarginata）は黄褐色の傘を持つ、内皮膜の痕跡が傘の縁やつばの縁に色で残り縁取りになる。南方系の種である。
タマゴタケ暖地型（Amanita sp.）は日本に分布し上記A. caesaroidesやA. hemibaphaとは別種とされるものであるが、形態的に類似する。和名学名等はついていない
キタマゴタケ（A. javanica）は全体が鮮やかな黄色で赤みがない。常緑ブナ科林（シイ、カシ）に発生する。これらはいずれもテングタケ属菌としては珍しくひだが着色しいずれも黄色である。
同亜属テングタケ節ではベニテングタケ（Amanita muscaria）が傘が赤色で形態的によく似ている。ベニテングタケはひだ及び柄が白色であるのが大きな違いである。また本種と違って外皮膜がもろく、柄の基部にしっかりしたツボは形成されず不完全な痕跡として残る。外皮膜の破片は傘の上にも付着し、通称いぼと呼ばれ、同定の際の参考の一つになるが非常に脱落しやすくしばしば消失している。このため同定の際はいぼだけに頼らず他の点でも判断する方が無難。
同属マツカサモドキ亜属タマゴテングタケ節ではタマゴテングタケ（Amanita phalloides）が若干似ている。タマゴテングタケは傘が緑色の混じった黄褐色で、傘の縁には条線を持たず、ひだは白色である。柄も白色で柄の中ほどにツバ、基部にはしっかりとした白色のツボを持つ。また胞子がヨウ素水溶液に反応し青く変色する。この仲間には猛毒の種類が多いので特に誤食に注意が必要である。
タマゴテングタケはヨーロッパやアメリカで特に気を付けなければならない種類だが、日本や中国などの東アジアでは発生は稀である。東アジアでは同節近縁のタマゴタケモドキ（Amanita subjunquiellea）の方に気を付けなければならない。タマゴタケモドキは傘が黄色で、縁には条線を持たず、ひだは白色。柄は個体差があり白色に近いものから黄色に近いものまである。つばおよびつぼは白色。日本では猛毒で知られるドクツルタケ（Amanita virosa）もここに属するが、柄の基部にしっかりとした白色のツボを持つこと以外に典型的な本種の個体との類似点は無く誤食の可能性は低い。ただし、前述のとおり本種には子実体全体が白色の変種が知られており、その場合酷似する。

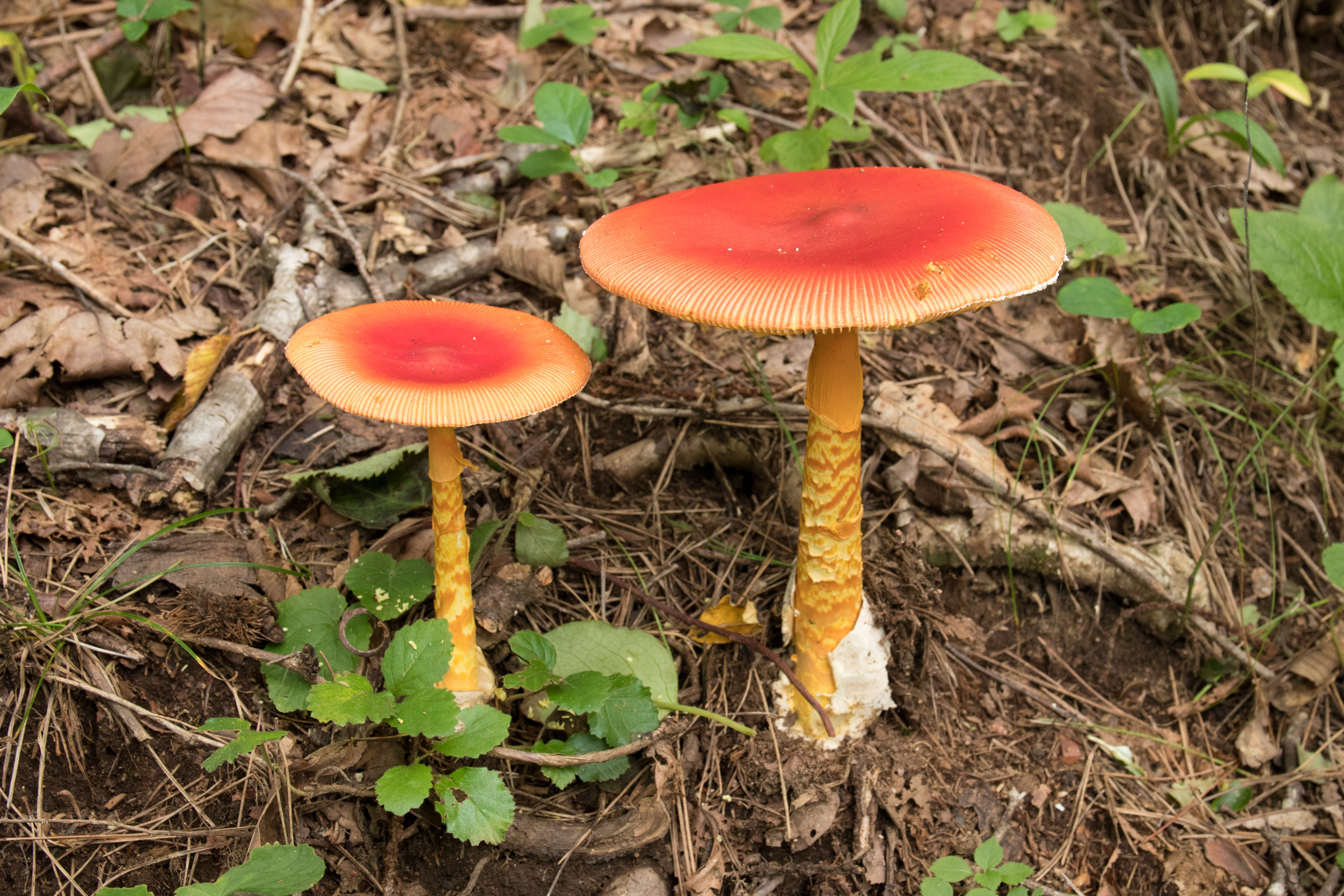
参考タマゴタケ。柄にだんだら模様のあるもの。福島県
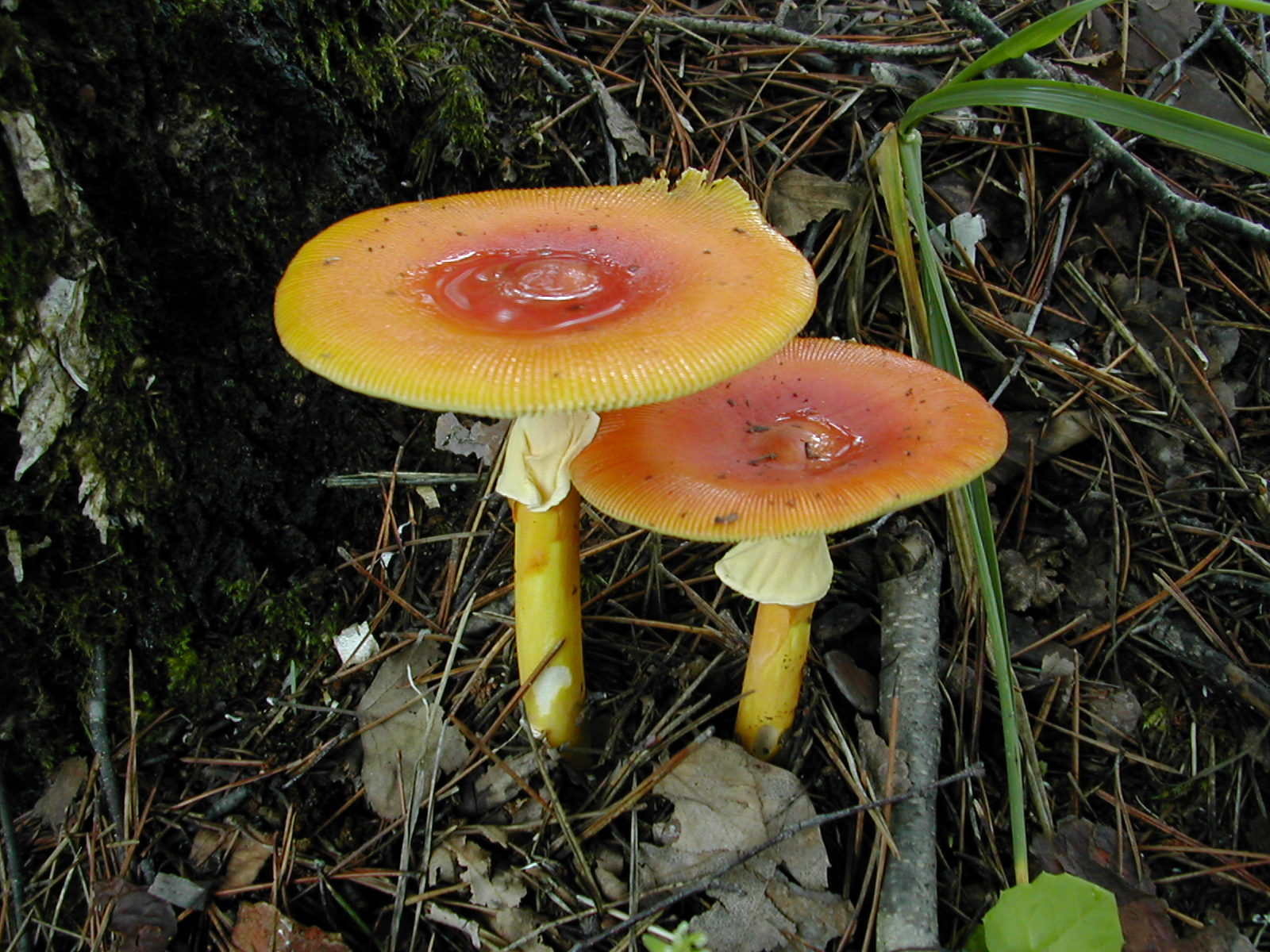
参考タマゴタケ。柄に模様のなく傘が黄色味の強いもの。長野県
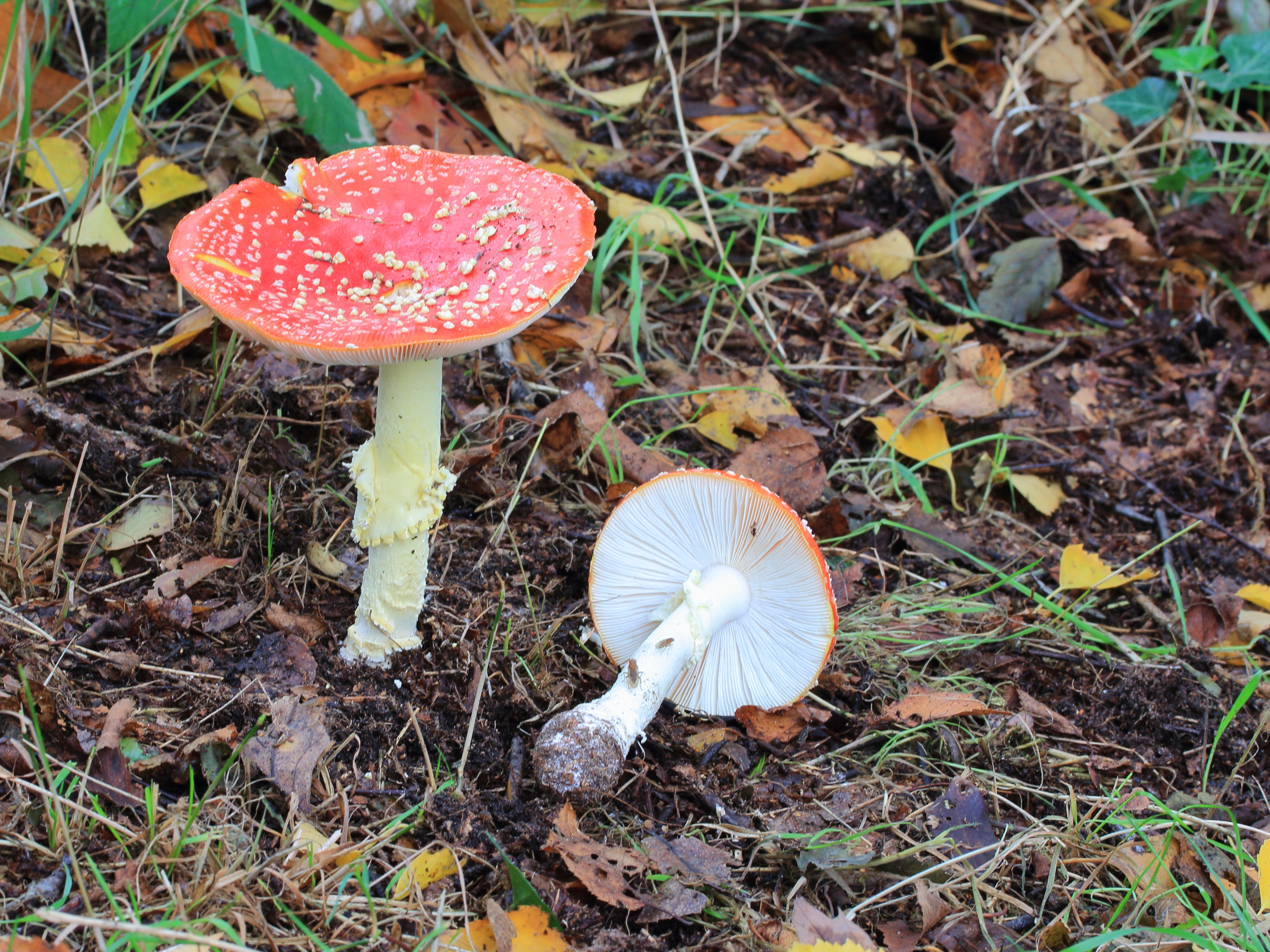
参考ベニテングタケ。ひだは白色。不完全なつぼ。傘にいぼ。
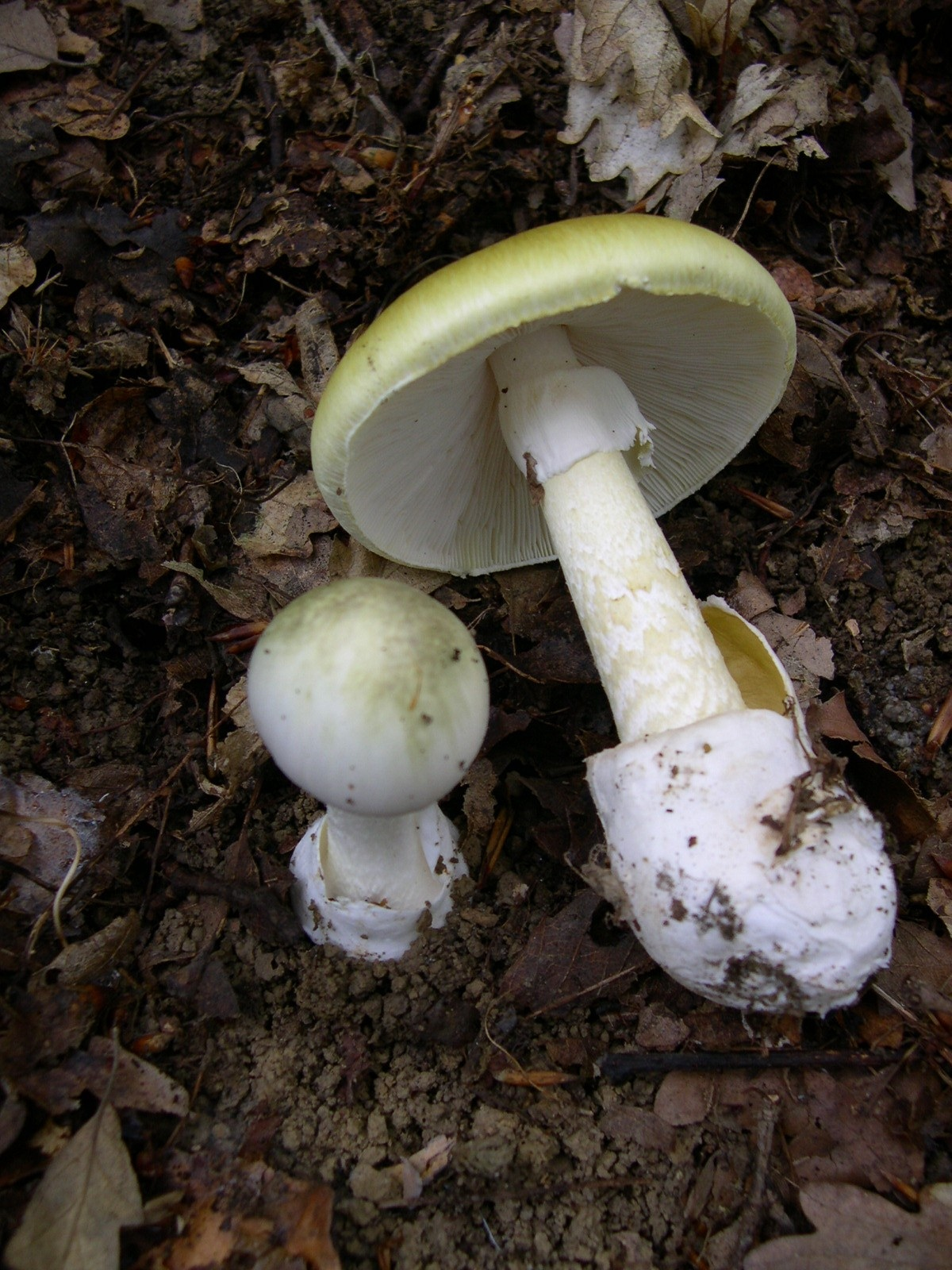
参考タマゴテングタケ。ひだは白色。しっかりしたつぼ。
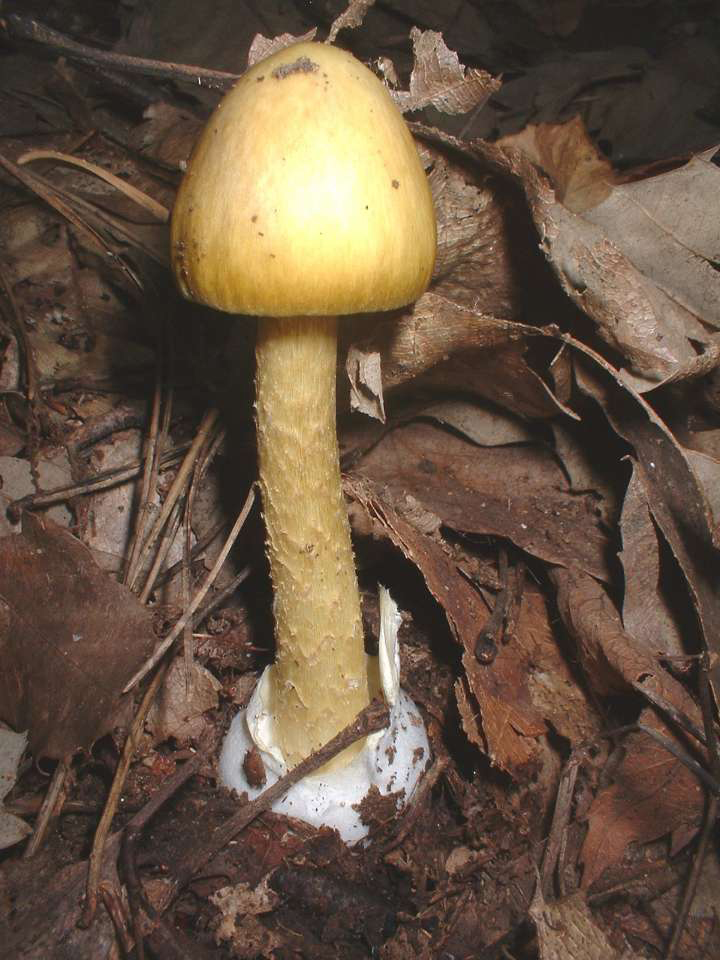
参考タマゴタケモドキ

## 名前
タマゴタケは白く丈夫な卵状の構造物から子実体が成長する様を動物の卵に例えたものとみられる。柄の基部つぼも割れた卵の様である。種小名caesaereaは共和制ローマの政治家ガイウス・ユリウス・カエサル（ラテン語: Gaius Iulius Caesar、Julius、B.C.100-B.C.44）自身の名前、もしくは彼の死後に彼の名前から作られた「Caesar」という称号（皇帝の意味）に由来する。彼の好物だったからとも美味で色合いも美しいことから「きのこの皇帝」という意味で名付けたとも諸説ある。
日本産のタマゴタケによく付けられているAmanita caesareoidesの種小名caesareoidesは「caesareaに似た」ということで本種に似ていることによる。本種は多くの類似種と比べて子実体が傘の大きさのわりに柄が太く短く全体的にずんぐりとした印象なのも形態的な特徴の一つで、いくつかの類似種は英名slender caesar（痩せているカエサル）と呼ばれ区別される。
分布の中心となる地中海沿岸での呼び名はイタリア語名でovolo buono（良い卵）、ovolo reale（皇帝の卵）、フランス語名はテングタケ属菌でも本種だけを指してorongeと呼ぶ。特に指定したい場合はoronge vraie（真のoronge)ともいう。幾つかの種はorongeを基準に呼ばれており、類似するベニテングタケはfausse oronge（偽のタマゴタケ）、タマゴテングタケはoronge verte（緑のタマゴタケ）、oronge ciguë（ドクニンジンのようなタマゴタケ）とも呼ぶ。ベニテングタケを「タマゴタケの偽物」という現地名で呼ぶ国はフランス以外にもヨーロッパにいくつかある。
ドイツ語名はKaiserling（皇帝キノコ）やOrangegelber Wulstling（橙黄色テングタケ）